# Andrés Ceballos Sánchez
Andrés Ceballos Sánchez, (Madrid, 1992. augusztus 31. –) korábbi művésznevén: Andrés Ceballos, spanyol énekes, dalszerző. Tagja volt 2022 decemberéig a Dvicio zenekarnak, amely 2009-ben még Tíempo Límite néven alakult. (Andrés Dvicio néven is említették.) Testvére: Martín Ceballos, (Martín Ceballos Sánchez) szintén a Dvicio tagja volt. Andrés, 2023 szeptemberétől Andrés Koi néven működik, készíti zenei felvételeit, és lép közönség elé.

## Korai évek
Madridban született, 1992. augusztus 31-én. Édesapja argentin származású, édesanyja brazil. Egy testvére van, Martin Ceballos. 13 évesen vette  meg élete első gitárját. 17 éves volt, mikor megalapította első saját zenekarát Tiempo Limite néven. 

## Karrierje

### 2009-2012: Tiempo Limite nevű együttes tagjaként
Andrés első zenekara 2009-ben alakult Tiempo Limite néven. Két saját dalukat "Duena de Mi Mente" és "Detras de Mis Miedos" címmel  2011-ben adták ki.  Megnyertek egy rádiós tehetségkutató versenyt, ahol zeneszámok készítéséhez, stúdiózáshoz kaptak lehetőséget. 

### 2013-tól 2022 decemberéig, már a Dvicio tagjaként és vendégművészként más formációkban
2013-ban az együttes nevet váltott Dvicio-ra. 2014-ben már a zenekar új nevével,  a spanyol Sony Music  kiadó megjelentette a "Paraiso" című dalukat. Abban az évben "Justo Ahora" című albumuk is elkészült.
2015-ben Andrés a spanyol énekesnő Maria Parradoval  elkészítette a  "Frio" című duettet, amelyből videót is forgattak. Még abban az évben a fiatal spanyol énekessel Abraham Mateoval közösen énekli az "Another Heartbreak" című slágert. 2015-ben "Justo Ahora Y Siempre" címmel megjelenik a Dvicio zenekar albuma és dvd-je. Thaiföldön is kiadják cd-t. Leslie Grace énekesnővel elkészül a "Nada" című sláger, amely a Dvicio albumán is hallható, később videóklipet is forgattak a dalhoz.
2016-ban Andrés a portugál "D.A.M.A." együttessel énekel az "A veces" című dalban. 2017 áprilisában a Dvicio kiadta a "Qué Tienes Tú" című albumot, és Mexikóban  turnézott. Andrés az olasz énekesnővel Baby K-val együtt elénekli a  "Voglio ballare con te". című dalt. A slágert spanyolul is "Locos Valientes" címmel elkészítették.
2018-ban elkészült a Dvicio, valamint barátai: Reik és Mau és Ricky "Qué tienes tú" című felvétele és ugyancsak ebben az évben a Taburete együttessel közösen előadták és sikerre vitték a "5 Sentidos" című slágert. 2019-ben pedig  Reikkel és ChocQuibTownnal közös "Dosis" című dal lett népszerű, mindegyik számhoz természetesen videóklip is készült. 
2019-ben Andrés énekesként közreműködött Sergio Dalma "Donna" című dalában és a videójában.
2020-ban a Dvicio megjelentette "Impulso" című albumát, amelyről Andrés a mexikói Matisse együttessel a "La Distancia" című dalból  készített egy akusztikus változatot is. Velük az "Eres Tú" című slágert is elénekelte, szintén akusztikus formában. Mindkét dalhoz videót is készítettek. A Dvicio a Matisse együttessel közösen a  "Valeria" című slágert is megörökítette egy videó formájában. A Dvicio zenekar az "Epiphany" című dalukat Nil Moliner énekessel is feldolgozta.
2022-ben "El Laberinto" címmel megjelent a Dvicio utolsó albuma.

### 2023-tól Andrés Koi
Andrés, 2023 szeptemberétől Andrés Koi néven szólókarrierbe kezdett. Neve az angol KOI rövidítésre (Kids Of Immigrants), azaz a bevándorlók gyermekeire utal, hiszen az ő szülei is Braziliából és Argentinából származnak. 2022-ben és 2023-ban Andrés Portugáliában, Amszterdamban, Argentinában, Mexikóban és Los Angelesben járt.
2023 októberében elsőként "Buffet" című dala jelent meg, amelynek klipjét Japánban forgatták. Ezután  az "El niño que fui ayer" c. kislemezhez készült video, majd 2024 februárjában a "Todo lo que me mata" című dalhoz.

## Érdekességek róla
A spanyolon kívül angolul és portugálul is folyékonyan beszél. Jelenleg oroszul, németül és thai nyelven tanul.

## Discográfia

### Andrés mint kiemelt művész
| "Frio" (Maria Parrado featuring Andrés Dvicio)           | 2015 | — | Abril |  |  |  |  |  |  |  |  |  |  |
| "A veces" (D.A.M.A featuring Andrés Ceballos)            | 2016 | — |       |  |  |  |  |  |  |  |  |  |  |
| "Voglio ballare con te" (Baby K featuring Andrés Dvicio) | 2017 | 2 | ?     |  |  |  |  |  |  |  |  |  |  |
| "Locos valientes" (Baby K featuring Andrés Dvicio)       | 2017 | — | ?     |  |  |  |  |  |  |  |  |  |  |
|                                                          |      |   |       |  |  |  |  |  |  |  |  |  |  |

## Filmográfia
| Dalcím (Videóklip)                                         | Év   | Rendező     |
| ---------------------------------------------------------- | ---- | ----------- |
| "Frio" (Maria Parrado featuring Andrés Ceballos)           | 2015 |             |
| "A veces" (D.A.M.A featuring Andrés Ceballos)              | 2016 | D.A.M.A     |
| "Voglio ballare con te" (Baby K featuring Andrés Ceballos) | 2017 | Mauro Russo |